# 小行星1825
小行星1825（1825 Klare）是一颗围绕太阳公转的小行星。1954年8月31日，卡爾·威廉·萊茵姆特在海德堡发现了此天体。
該小行星以德國天文學家格哈德·克拉雷（Gerhard Klare）命名。
这颗小行星的绝对星等为142.3761326517739等。